# Campeonato Amazonense de Futebol de 1977
O Campeonato Amazonense de Futebol de 1977 foi a 61ª edição da divisão principal do campeonato estadual do Amazonas. O torneio definiu os representantes amazonenses no Campeonato Brasileiro de Futebol de 1977 que iniciou no mês de outubro, estes foram o Nacional (campeão) e o Fast Clube (vice-campeão).

## História

### O torneio quase não foi realizado
Pela primeira vez desde os primórdios de sua existência o Campeonato Amazonense correu o risco de não ser realizado. Em 1977 o Conselho Nacional de Desportos(CND) exigia que para um torneio oficial fosse realizado, este deveria contar com no mínimo seis clubes. Em 1976 o estado possuía 8 clubes considerados profissionais, com o Olímpico Clube afastado já há três anos. O problema começou a acontecer quando a Rodoviária e o Rio Negro resolveram também pedir licenciamento, deixando a Federação com apenas 5 filiados ativos. O Nacional chegou a cogitar disputar o Campeonato Paraense de Futebol.

#### Extinção do futebol na Rodoviária
Assim que foi eleito presidente da Rodoviária, Alfredo Tapajós determinou o fechamento do departamento de futebol profissional do clube, em favor do setor social. Após isso, o clube nunca mais voltou ao futebol profissional, andando pelo futebol amador de Manaus até seu completo desaparecimento.

#### A ausência do Rio Negro
Após o vice-campeonato do campeonato de 1976, o Rio Negro, que vinha decidindo o estadual por quatro anos seguidos, enfrentou uma crise política interna que o afastou do futebol pela primeira vez desde seu retorno em 1960. Dentro do clube, um grupo de pessoas indiferentes ao futebol passou a exigir, com apoio do presidente Manoel Bastos Lira, que o futebol passasse a ser um departamento autônomo autossustentável. O departamento de futebol até fez um orçamento avaliado em cerca de 4 milhões de cruzeiros, porem, não houve interesse por parte dos dirigentes do clube em injetar dinheiro no futebol. Assim, o Rio Negro, após dispensar seu diretor de futebol(até então vice-presidente do clube) homologou junto à Federação Amazonense de Futebol seu licenciamento.

#### A salvação: o Libermorro
A Federação Amazonense de Futebol encontrou uma saída para ter o aval de realizar o campeonato em 1977: resolveu profissionalizar o Libermorro, clube que acabara de ser vice-campeão do Campeonato Amazonense de Futebol Amador(continuação da Segunda divisão do Estadual, que passou a ser o nível amador desde a criação do profissionalismo em 1964). O clube então profissionalizou todos os jogadores de seu nível amador e obviamente, não obteve sucesso na empreita. 

## Formato de Disputa
Os seis clubes foram dispostos em um grupo único, jogando três turnos todos contra todos. O campeão de cada turno estará no Quadrangular Final mais o melhor colocado da classificação geral dos três turnos que não tenha conquistado nenhum destes. Como o Nacional ganhou dois turnos, acabaram se classificando duas equipes por meio da classificação geral.

## Fase Regular

### Primeiro Turno
1ª Rodada
- 15 de Maio de 1977 - Sul América 6x0 América - Estádio Vivaldo Lima - Renda: Cr$6.300,00[3]
- 18 de Maio de 1977 - Fast Clube 2x2 São Raimundo

2ª Rodada
- 22 de Maio de 1977 - Nacional 7x0 Libermorro
- 25 de Maio de 1977 - Sul América 1x0 São Raimundo

3ª Rodada
- 29 de Maio de 1977 - Fast Clube 2x0 Libermorro
- 1º de Junho de 1977 - Nacional 3x2 América

4ª Rodada
- 4 de Junho de 1977 - Fast Clube 3x0 Sul América

5ª Rodada
- 11 de Junho de 1977 - Libermorro 2x2 América
- 12 de Junho de 1977 - Nacional 5x0 São Raimundo

6ª Rodada
- 16 de Junho de 1977 - América 3x1 Fast Clube
- 18 de Junho de 1977 - Nacional 2x0 Sul América

7ª Rodada
Rodada dupla - Estádio Vivaldo Lima - Renda: Cr$5.418,00 - Público: 420
- 29 de Junho de 1977 - Sul América 4x0 Libermorro
- 29 de Junho de 1977 - São Raimundo 5x0 América

8ª Rodada
Rodada dupla - Estádio Vivaldo Lima - Renda: Cr$57.402,00 - Público: 4.040
- 3 de Julho de 1977 - Libermorro 1x1 São Raimundo
- 3 de Julho de 1977 - Fast Clube 1x0 Nacional

| 1 | Nacional     | 8 | 5 | 4 | 0 | 1 | 17 | 3  | +14 |
| 2 | Fast Clube   | 7 | 5 | 3 | 1 | 1 | 9  | 5  | +4  |
| 3 | Sul América  | 6 | 5 | 3 | 0 | 2 | 11 | 5  | +6  |
| 4 | São Raimundo | 4 | 5 | 1 | 2 | 2 | 8  | 9  | -1  |
| 5 | América      | 3 | 5 | 1 | 1 | 3 | 7  | 17 | -10 |
| 6 | Libermorro   | 2 | 5 | 0 | 2 | 3 | 3  | 16 | -13 |

### Segundo Turno
1ª Rodada
- 17 de Julho de 1977 - Nacional 4x1 São Raimundo
- 20 de Julho de 1977 - Fast Clube 3x1 América

2ª Rodada
- 24 de Julho de 1977 - Sul América 5x0 Libermorro
- 4 de Agosto de 1977 - América 2x1 Libermorro

3ª Rodada
- 10 de Agosto de 1977 - São Raimundo 3x1 Libermorro
- 10 de Agosto de 1977 - Nacional 3x1 América

4ª Rodada
- 14 de Agosto de 1977 - Sul América 2x2 Fast Clube
- 14 de Agosto de 1977 - Nacional 7x0 Libermorro

5ª Rodada
- 17 de Agosto de 1977 - América 1x1 Sul América
- 17 de Agosto de 1977 - Fast Clube 1x0 São Raimundo

6ª Rodada
- 21 de Agosto de 1977 - América 2x1 São Raimundo
- 21 de Agosto de 1977 - Nacional 2x1 Sul América

7ª Rodada
Rodada dupla - Estádio Ismael Benigno - Renda: Cr$25.015,00 - Público: 1.896
- 24 de Agosto de 1977 - São Raimundo 3x2 Sul América
- 24 de Agosto de 1977 - Fast Clube 3x0 Libermorro

8ª Rodada
- 28 de Agosto de 1977 - Fast Clube 2x1 Nacional - Estádio Ismael Benigno - Renda: Cr$67.676,00 - Público: 4.500[5]

| 1 | Fast Clube   | 9 | 5 | 4 | 1 | 0 | 11 | 4  | +7  |
| 2 | Nacional     | 8 | 5 | 4 | 0 | 1 | 17 | 5  | +12 |
| 3 | América      | 5 | 5 | 2 | 1 | 2 | 7  | 9  | -2  |
| 4 | São Raimundo | 4 | 5 | 2 | 0 | 3 | 8  | 10 | -2  |
| 5 | Sul América  | 4 | 5 | 1 | 2 | 2 | 11 | 8  | +3  |
| 6 | Libermorro   | 0 | 5 | 0 | 0 | 5 | 2  | 20 | -18 |

### Terceiro Turno
1ª Rodada
- 1º de Setembro de 1977 - Fast Clube 4x1 Libermorro
- 1º de Setembro de 1977 - Nacional 0x0 América

2ª Rodada
- 8 de Setembro de 1977 - Fast Clube 1x1 São Raimundo
- 8 de Setembro de 1977 - Sul América 1x1 Libermorro

3ª Rodada
- 11 de Setembro de 1977 - São Raimundo 1x0 América
- 11 de Setembro de 1977 - Nacional 1x0 Sul América

4ª Rodada
Rodada dupla - Estádio Vivaldo Lima - Renda: Cr$8.965,00 - Público: 1.705
- 14 de Setembro de 1977 - São Raimundo 1x0 Libermorro
- 14 de Setembro de 1977 - Fast Clube 3x0 América

5ª Rodada
- 17 de Setembro de 1977 - Nacional 1x0 Libermorro - Estádio Vivaldo Lima - Renda: Cr$12.900,00 - Público: 942[6]
- 18 de Setembro de 1977 - Fast Clube 1x1 Sul América - Estádio Vivaldo Lima - Renda: Cr$30.315,00 - Público: 2.144[6]

6ª Rodada
Rodada dupla - Estádio Vivaldo Lima - Renda: Cr$28.505,00 - Público: 2.345
- 21 de Setembro de 1977 - América 5x2 Sul América
- 21 de Setembro de 1977 - Nacional 1x0 São Raimundo

7ª Rodada
- 24 de Setembro de 1977 - Libermorro 0x0 América
- 24 de Setembro de 1977 - Sul América 3x0 São Raimundo

8ª Rodada
- 25 de Setembro de 1977 - Nacional 2x0 Fast Clube - Estádio Vivaldo Lima - Renda: Cr$86.585,00 - Público: 5.342[6]

| 1 | Nacional     | 9 | 5 | 4 | 1 | 0 | 5 | 0 | +5 |
| 2 | Fast Clube   | 6 | 5 | 2 | 2 | 1 | 9 | 5 | +4 |
| 3 | São Raimundo | 5 | 5 | 2 | 1 | 2 | 3 | 5 | -2 |
| 4 | Sul América  | 4 | 5 | 1 | 2 | 2 | 7 | 8 | -1 |
| 5 | América      | 4 | 5 | 1 | 2 | 2 | 5 | 6 | -1 |
| 6 | Libermorro   | 0 | 5 | 0 | 2 | 3 | 2 | 7 | -5 |

### Classificação Geral
| Time | Time         | Pts | J | V | E | D | GP | GC | SG |
| ---- | ------------ | --- | - | - | - | - | -- | -- | -- |
| 1    | Nacional     | 9   | 5 | 4 | 1 | 0 | 5  | 0  | +5 |
| 2    | Fast Clube   | 6   | 5 | 2 | 2 | 1 | 9  | 5  | +4 |
| 3    | Sul América  | 5   | 5 | 2 | 1 | 2 | 3  | 5  | -2 |
| 4    | São Raimundo | 4   | 5 | 1 | 2 | 2 | 7  | 8  | -1 |
| 5    | América      | 4   | 5 | 1 | 2 | 2 | 5  | 6  | -1 |
| 6    | Libermorro   | 0   | 5 | 0 | 2 | 3 | 2  | 7  | -5 |

Além de Nacional e Fast Clube, que foram os campeões dos três turnos, classificaram-se também Sul América e América para o Quadrangular Final. Ainda não foi resgatado o motivo pelo qual o América se classificou e não o São Raimundo.

## Quadrangular Final
- 29 de Setembro de 1977 - Sul América 2x1 América

- 2 de Outubro de 1977 - Fast Clube 3x1 Sul América
- 2 de Outubro de 1977 - Nacional 3x1 América

- 5 de Outubro de 1977 - Nacional 0x0 Sul América
- 5 de Outubro de 1977 - Fast Clube 1x0 América

- 9 de Outubro de 1977 - Nacional 1x0 Fast Clube

| Time | Time        | Pts | J | V | E | D | GP | GC | SG |
| ---- | ----------- | --- | - | - | - | - | -- | -- | -- |
| 1    | Nacional    | 5   | 3 | 2 | 1 | 0 | 4  | 1  | +3 |
| 2    | Fast Clube  | 4   | 3 | 2 | 0 | 1 | 4  | 2  | +2 |
| 3    | Sul América | 3   | 3 | 1 | 1 | 1 | 3  | 4  | -1 |
| 4    | América     | 0   | 3 | 0 | 0 | 3 | 2  | 6  | -4 |

Com estes resultados o Nacional foi o campeão amazonense de 1977. 